# Google Glass

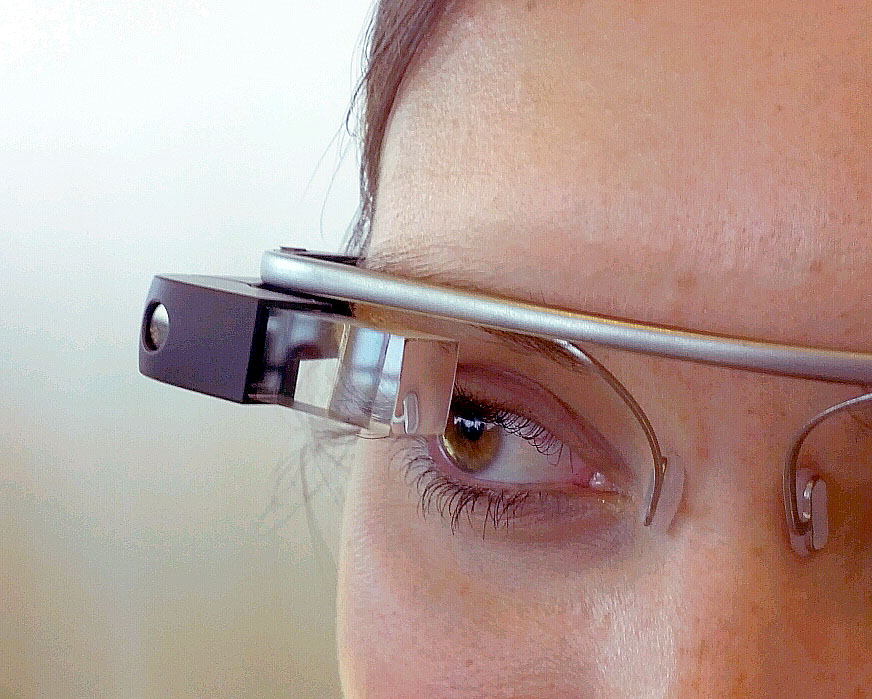
Prototype de Google Glass vu à la conférence Google I/O en juin 2012.

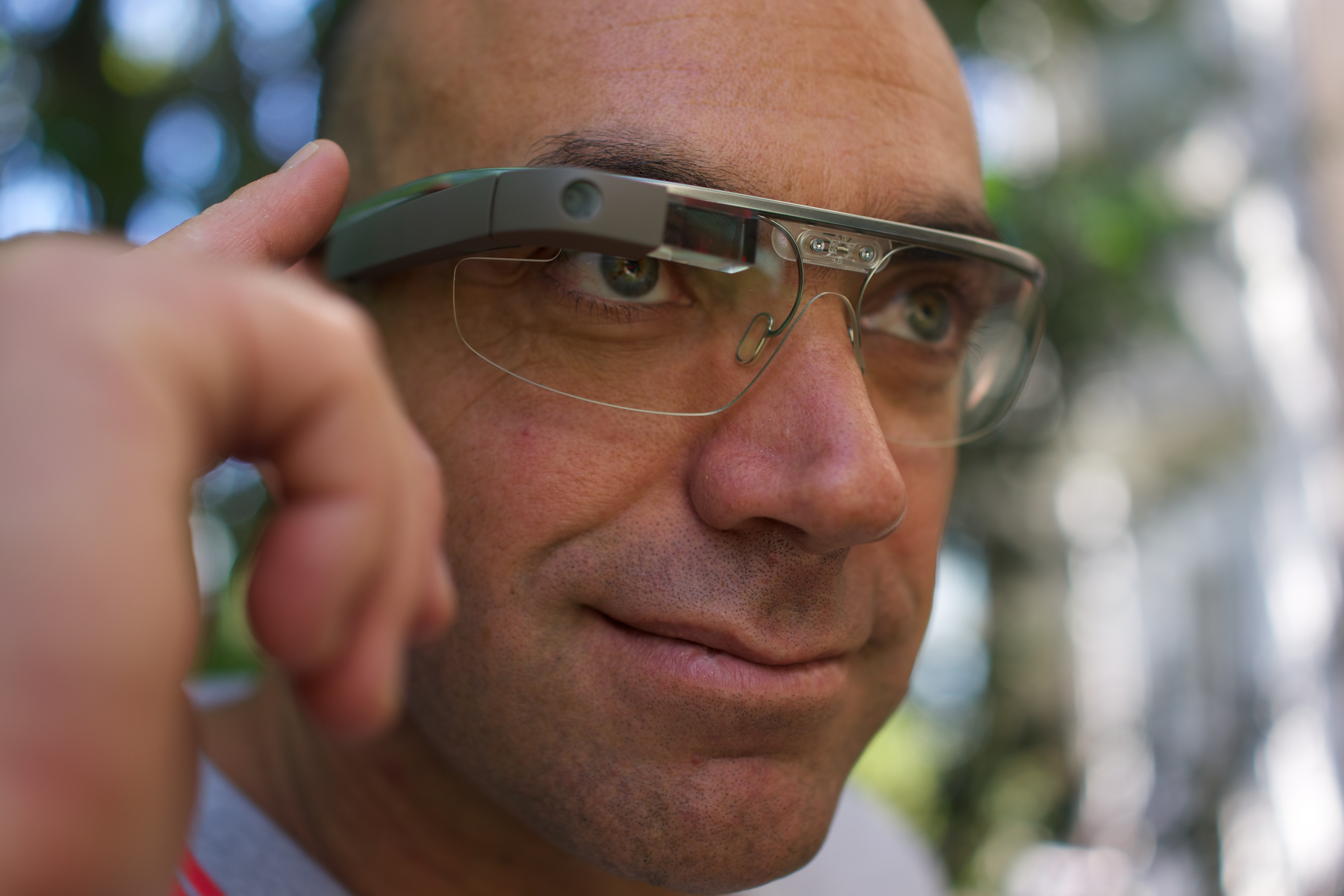
Loïc Le Meur en train de contrôler les Google Glass au moyen du touchpad intégré dans la branche de lunette.

Le projet Google Glass, ou Project Glass, est un programme de recherche et développement lancé par Google vers 2011 sur la création d’une paire de lunettes avec une réalité augmentée.
À l'automne 2014, le système Google Glass « semble désormais au point mort », du fait de son manque d'applications dédiées, de son prix élevé et des problèmes de vie privée qu’il suscite.
Le 15 janvier 2015, Google annonce la suspension de la production et des ventes de Google Glass.
En juillet 2017, un nouveau modèle de Google Glass à destination des entreprises et optimisé pour une utilisation dans ce cadre est lancé, Google abandonnant sa version grand public.

## Historique
Project Glass est un projet issu du Google X Lab, qui entre en phase de test en avril 2012. Sergey Brin est vu le 5 avril avec un prototype lors d'un événement organisé par la Foundation Fighting Blindness à San Francisco. Le 23 mai, il en fait une démonstration à la télévision au cours de l'émission The Gavin Newsroom Show dont il est l'invité ; à cette occasion il permet au lieutenant-gouverneur de Californie Gavin Newsom de les essayer. Le 27 juin, il orchestre une grande démonstration du produit à la conférence Google I/O : des parachutistes, grimpeurs et professionnels du vélo tout terrain portent les lunettes et se relaient pour en apporter un prototype sur la scène, avec une retransmission en direct de leur expédition via un Hangout sur Google+.
Le 22 janvier 2013, Sergey Brin, cofondateur de Google, est pris en photo sur la ligne 3 du métro new-yorkais portant un prototype des lunettes.
Le 20 février 2013, la firme lance un site afin de recruter des volontaires pour tester ces lunettes dont le prototype sera mis en vente à 1 499 $. Sergey Brin continue dès lors de promouvoir le projet Google Glass et explique notamment lors d'une conférence TED de février 2013 quelles sont les motivations ayant poussé son équipe à développer ce projet de lunettes connectées.
Il faut noter que le concept date de 2001. En effet la société Minolta – bien connue dans le monde de la photo – a créé des lunettes proposant ce genre de vision. Elles ne possédaient pas cependant l'interactivité de ce que propose Google. Un article est paru dans Science et vie no 1001 de février 2001 page 26.
En juillet 2013 pour la première fois deux chirurgiens ont opéré avec des Google Glass : l'occasion pour eux de filmer l'opération chirurgicale en vue subjective et de partager ainsi leur expérience.
Le 21 mars 2014, Google publie sur sa page officielle 6 photos montrant l'évolution des Google Glass depuis le début de leur conception jusqu'en 2014.
Début 2015, Google arrête le projet et annonce que Glass va bientôt passer par une étape de refonte sous la houlette de Tonny Fadell. 
En 2017, dans le cadre d'un programme expérimental, Google teste auprès de quelques partenaires, comme Boeing ou Deutsch Post le modèle Glass Enterprise Edition.
En mai 2019, Google relance les Google Glass pour professionnels avec le modèle Glass Enterprise Edition 2. Ce modèle est disponible pour toutes les entreprises qui signent un partenariat avec Google.

### Chronologie
- 2011 : date de lancement du projet Google Glass par le Google X Lab.
- 2012 : début des phases de test des Google Glass.
- 23 mai 2012 : démonstration à la télévision au cours de l'émission The Gavin Newsroom Show.
- 27 juin 2012 : démonstration du produit à la conférence Google I/O.
- 20 février 2013 : la firme lance un site afin de recruter des volontaires pour tester ces lunettes.
- 15 avril 2013 : Google a rendu public le Mirror API, permettant aux développeurs de commencer à développer des applications pour les Glass.
- Juillet 2013 : deux chirurgiens ont opéré avec des Google Glass.
- Juillet 2013 : subOceana publie un guide interactif des espèces sous-marines de Méditerranée compatible Google Glass. En lisant le livre équipé de Google Glass, les poissons s'animent en 3D ou des vidéos se déclenchent sur les pages papier[17].
- Décembre 2013 : David Datuna est le premier artiste à intégrer Google Glass dans une œuvre d'art[18],[19].
- Octobre 2014 : le photographe Franck Vogel et Immersion Tools présentent au festival international PHOTOREPORTER de Saint-Brieuc (France) une exposition interactive en réalité augmentée "Le Brahmapoutre : nouvelle guerre hydroélectrique entre l’Inde et la Chine". Équipé de Google Glass et en déambulant dans l'exposition, la voix du photographe commente les images et des visuels relatifs au contexte géopolitique apparaissent[20].
- Novembre 2014 : les Google Glass entrent au Grand Palais de Paris (France), grâce à GuiDIGO, pour une nouvelle expérience de visite lors de l'exposition Niki de Saint Phalle[21]
- 24 septembre 2016 : Snapchat lance son modèle concurrent, les « Spectacles »[22].
- Mai 2017 : des chercheurs suisses testent lors d'une étude randomisée contrôlée en simulation haute-fidélité l'adhésion aux algorithmes Pediatric Advanced Life Support de l'American Heart Association en adaptant et projetant ceux-ci dans les Google Glass lors de réanimations pédiatriques[23].
- Septembre 2021 : Meta (anciennement Facebook) lance les « Ray-Ban Stories (en) », premier concurrent issu d'un GAFAM. A noter que les lunettes Meta première et seconde génération intègrent caméra, micros et haut-parleurs, mais pas d'écran. Elle ne sont pas destinées à la réalité augmentée. En revanche, sur le territoire américain dans un premier temps, elles permettent d'interagir avec l'IA de META.

## Description
Cette paire de lunettes est équipée d'une caméra intégrée, d'un micro, d'un pavé tactile sur l'une des branches, de mini-écrans, d'un accès à internet par Wi-fi ou Bluetooth et depuis sa version 2 d'un écouteur branché sur la branche droite des lunettes en mini-USB.
Elle permet d'accéder à la plupart des fonctionnalités de Google : Google Agenda, reconnaissance vocale, Google+, horloge/alarme, météo, messages (SMS, MMS, courrier électronique), appareil photo, GPS (Google Maps), Google Latitude, etc..
Les lunettes Google se déclinent en différents modèles. La collection Titane est la première offrant quatre types de montures différentes en titane léger avec deux styles de torsions. Avec cette collection, les Google Glass se rapprochent esthétiquement de montures de lunettes classiques. En mars 2014, Google annonce avoir signé un accord avec la société Luxottica notamment détentrice des marques Ray-Ban, Oakley ou encore Persol.

## Technologie
Google fournira une API appelée Mirror pour le développement d'applications pour ces lunettes à réalité augmentée.

### Commandes
Les lunettes Google glass se commandent au moyen d'un doigt ou de la voix. 
Un projet de contrôle par la pensée existe, avec le système « MindRDR » développé par la start-up « This Place Ltd. » qui utilise un capteur (Neurosky EEG biosensor) et un logiciel commercial (Neurosky MindWave Mobile) posé sur le front. Le logiciel à la base de ce système est devenu open source fin 2014.

## Guide d'usage
Afin de sensibiliser les premiers utilisateurs de Google Glass également appelés les Glass Explorers, la société Google a édicté, en février 2014, un Guide des bonnes pratiques à leur attention. Ce Guide fait notamment suite aux différents faits divers intervenus aux États-Unis et impliquant des utilisateurs de lunettes Google tels que l'arrestation d'une personne portant les Google Glass dans un cinéma ou au volant d'une voiture.
Le Guide des bonnes pratiques est scindé en deux parties : 
- au titre de Ce qu'il est conseillé de faire, on retrouve notamment le fait de partager ses découvertes avec la communauté, d'interagir avec le monde environnant tout en répondant aux questions des plus curieux avec civilité[33] ;
- au titre de Ce qu'il est déconseillé de faire, on retrouve notamment le fait de s'isoler du monde, avoir une attitude de Glasshole[Quoi ?] ou encore utiliser les Google Glass lors de la pratique de sports extrêmes.

## Applications
Les applications Google Glass, appelées Glassware sont des applications gratuites développées par des développeurs tiers. Les Glass utilisent aussi de nombreuses applications Google existantes, comme Google Now, Google Maps, Google +, Gmail et Google Play. Grâce à cette dernière, il est possible de connaître le titre d'une chanson à l'aide de commandes vocales puis de l'écouter. Les autres applications permettent de rappeler l'horaire d'un vol ou d'un rendez-vous, d'envoyer des messages, de faire des traductions, de prendre des photos ou encore d'enregistrer des vidéos.
Les applications tierces annoncées au SXSW (South by Southwest) comprennent Evernote, Skitch, The News York Times, et Path.
Le 15 avril 2013, Google a rendu public le Mirror API, permettant aux développeurs de commencer à développer des applications pour les Glass,.
Dans les conditions d'utilisation il est mentionné que les développeurs ne pourront pas intégrer de publicité dans leurs applications ni faire payer ces dernières; un représentant de Google a déclaré au magazine The Verge que ceci pourrait changer à l'avenir.

## Secteur médical
La réalité augmentée permet l'accès à des informations en temps réel sans contraindre les mouvements et en restant concentré sur une tâche quelconque (à la différence d'un écran qu'il faut regarder, par exemple), ce qui a permis des applications médicales à ces lunettes.
Dès janvier 2014, un chirurgien de l'UCSF opérait quotidiennement avec des Google Glass estimant qu'elles lui apportent un vrai atout dans son métier. En France, le docteur Philippe Collin de Rennes fut le premier français à opérer avec des Google Glass et XpertEye, la solution de téléassistance de la société AMA, tout en communiquant avec l'un de ses homologues au Japon à plus de 10 000 kilomètres de distance.
Le 27 février 2014, des chercheurs de l'université de Californie à Los Angeles publient pour la première fois dans le domaine de la santé une étude impliquant des Google Glass. L'application qui se base sur les Rapid Diagnostic Tests (RDT), notamment utilisés pour la détection de la malaria, a pour but de fournir des diagnostics médicaux quasi instantanés. Ce type d'application pourrait à l'avenir être extrêmement précieux dans des zones faiblement médicalisées.
Toujours dans le milieu de la santé, l'Australian Breastfeeding Association (en) a développé une application en avril 2014 permettant aux jeunes mères d'être aidées dans l'acte d'allaitement de leurs enfants. Ces dernières peuvent transmettre en direct la vidéo de leur allaitement grâce à Google Hangouts à des conseillères spécialisées dans ce domaine qui peuvent commenter les bons usages à adopter.

## Jeux
GlassBattle, développé par BrickSimple, et Escape, développé par Advanced Mobile Applications, sont deux jeux Google Glass sortis avant la sortie officielle des Glass,.

## Concurrence
Le manque de succès des Google Glass dissuade la plupart des tentatives de concurrence, le marché étant insignifiant par rapport au coût de production. Toutefois, le réseau Snapchat s'est essayé à un produit similaire en 2016, les « Spectacles », dans l'indifférence générale. 
En Septembre 2021, c'est au tour de Meta (maison mère de Facebook) de lancer ses « Ray-Ban Stories » (en collaboration avec Ray Ban et EssilorLuxottica), premier concurrent significatif, qui plus est issu d'un GAFAM. Toutefois, le succès n'est toujours pas palpable, tandis que les problèmes de sécurité publique demeurent. Le lunettes Meta intègrent comme les Google Glass un Touch Pad, des mini haut-parleurs, des micros et une caméra, mais pas d'écran. 

## Dans la culture populaire

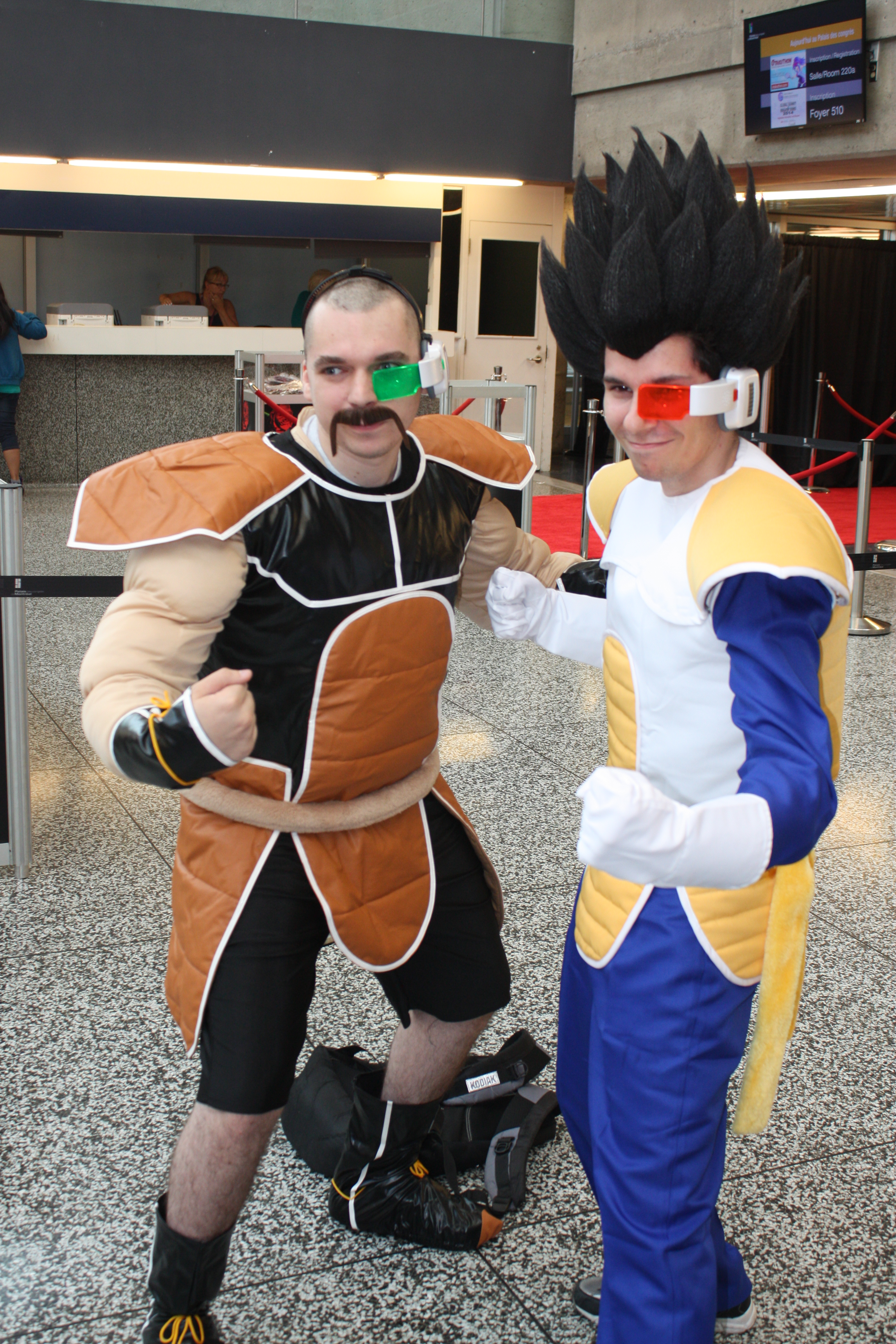
L'univers de Dragon Ball Z a popularisé le concept de lunettes intelligentes à partir de 1988, au point que les Google Glass y font référence dans leur circuit imprimé.

- Sur le circuit imprimé des Google Glass est inscrit le terme « >9k! », en référence à une célèbre scène de l'adaptation animée du manga Dragon Ball Z, avec son personnage de Vegeta (It's Over 9000! (en))[48].
- En janvier 2014 est diffusé l'épisode 11 de la saison 25 des Simpson intitulé « Specs and the City » dans lequel Homer Simpson porte des lunettes connectées assimilées à des Google Glass[49].
- En avril 2014, les Google Glass sont très médiatisées aux États-Unis car elles auraient permis au docteur Steven Horng, de l’hôpital de Boston Beth Israel Deaconess Medical Center, de sauver la vie de l'un de ses patients[50].
- Le 24 octobre 2014, sur la ligne de chemin de fer Paris-Béziers, la SNCF équipe des contrôleurs de Google Glass afin de les aider dans leur contrôle des billets des passagers. Elles leur apportent des informations complémentaires sur le passager après avoir scanné manuellement le billet, ce qui leur permet d'assurer un accueil personnalisé des voyageurs.[réf. souhaitée]
- Dans la bande dessinée Le profil de Jean Melville de Robin Cousin (2017), un futur proche montre l'utilisation de lunettes portatives rappelant les Google Glass généralisées dans la population, avec les conséquences sur les individus.

### Ressource radiophonique
- Guillaume Erner, « Google Glass, les lunettes que l’on a presque pas vues » [audio], émission Superfail (13 min), France Culture, 28 novembre 2021.